# Portnoys Beschwerden

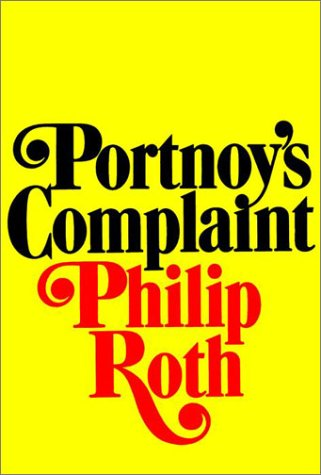
Umschlag der amerikanischen Erstausgabe von 1969 bei Random House

Portnoys Beschwerden, englischer Originaltitel Portnoy’s Complaint, ist ein 1969 veröffentlichter Roman des amerikanischen Schriftstellers Philip Roth. Die erste deutsche Übertragung von Kai Molvig erschien 1970 im Rowohlt Verlag. Im Jahr 2006 ließ der Carl Hanser Verlag den Roman von Werner Schmitz neu übersetzen.
In Form eines an seinen Psychiater Dr. Spielvogel gerichteten Monologs schildert Alexander Portnoy, der Titelheld des Romans, seine Jugend in einer jüdisch-amerikanischen Familie, seine Behauptungsversuche gegen die überbehütende Mutter und die erwachende Sexualität, die bald zu seiner bestimmenden Obsession wird.
Portnoy’s Complaint wurde zum Bestseller, der seinen Autor weithin öffentlich bekannt machte. Die unverblümte, oft mit Vulgärausdrücken gewürzte Schilderung aberwitziger sexueller Eskapaden und die vermeintlich klischeehafte Darstellung amerikanischer Juden lösten heftige Kontroversen aus. Der Roman blieb bestimmend für Philip Roths weitere literarische Karriere und wurde von vielen Lesern autobiografisch interpretiert.

## Inhalt
Als Portnoys Beschwerden bezeichnet der Psychiater Dr. Spielvogel eine Persönlichkeitsstörung, die aus dem Konflikt zwischen starken moralischen Prinzipien und einem ausgeprägten Sexualtrieb entstehe. Sie äußere sich in der häufigen Ausübung verschiedenster Sexualpraktiken, die jedoch allesamt nicht zu sexueller Befriedigung führten, sondern zu Schamgefühlen, Bestrafungs- und Kastrationsängsten. Der Auslöser liege häufig in der Mutter-Kind-Beziehung. Benannt hat Spielvogel die Störung nach seinem Patienten Alexander Portnoy.
Alexander Portnoy, geboren 1933, wächst in einer jüdischen Familie in einem jüdischen Viertel in Newark, New Jersey, auf. Vater Jack ist ein Versicherungsvertreter, dessen unnachahmliche Fähigkeit, noch den Ärmsten Versicherungen anzudrehen, verhindert, dass er jemals auf eine höhere Hierarchieebene gelangt. Privat ist er schwach und leidet unter Verstopfung, sodass er viel Zeit auf der Toilette verbringt. Mutter Sophie ist dominant, kontrollsüchtig, überängstlich und lehnt alles Fremde ab, sei es den Umgang mit „Gojim“ oder auch nur das Fast Food. Zwischen den beiden Kindern sind die Rollen früh verteilt. Die ältere Tochter Hannah zählt nicht; das Genie der Familie ist der Sohn Alexander, den es zu fördern, aber insbesondere vor falschen Einflüssen zu beschützen gilt. Mit Einsetzen seiner Pubertät verbringt auch Alexander bald die meiste Zeit auf der Toilette, um exzessiv zu masturbieren, begleitet von einer für ihn charakteristischen Mischung aus sexueller Lust und Schuldgefühlen sowie der Sorge seiner an der Tür rüttelnden Mutter.
Alexanders heimliche, da in seiner Familie undenkbare Leidenschaft sind nichtjüdische „Schicksen“. Typisch für seine Annäherungsversuche ist eine Episode, bei der er beim Anpirschen auf Schlittschuhen an ein eislaufendes Mädchen stolpert und sich das Bein so kompliziert bricht, dass er vorübergehend hinkt. Auf dem College kommt es zur ersten längeren Beziehung mit einer Nichtjüdin, der sanftmütigen Kay Campbell aus dem Mittleren Westen, die er wegen ihres ausgeprägten Hinterteils bloß „Pumpkin“ (Kürbis) nennt. Ihre Liebe ist so ungetrübt, dass sie bereits an Heirat denken, als die kategorische Weigerung Kays, zum jüdischen Glauben zu konvertieren, den ansonsten völlig areligiösen Portnoy auf einen Schlag das Interesse an ihr verlieren lässt. Auch die Beziehung einige Jahre später zu Sarah Abbot Maulsby, wegen ihrer Yankee-Attitüde und ihrer elitären Herkunft von ihm „Pilgrim“ (Pilger) genannt, scheitert, was sich symbolisch in ihrer Unfähigkeit ausdrückt, mit ihm die Fellatio zu vollziehen.
Erst mit Mary Jane Reed, genannt das „Äffchen“, findet Portnoy, der inzwischen Anwalt geworden ist, zum ersten Mal eine Form von Erfüllung seiner lüsternen Träume. Das gutherzige, unsichere, ungebildete Model ist von einer selbst Portnoy überraschenden sexuellen Freizügigkeit, wobei ihre Reduzierung sozialer Kontakte auf die Sexualität die Folge ihrer traumatischen Kindheit ist. Zwar bringt Portnoy sie zu allerlei sexuellen Ausschweifungen wie einem Dreier mit einer italienischen Prostituierten, doch er kann sich nicht vorstellen, sie jemals zu heiraten, weil sie ihm nicht „ernsthaft“ genug ist. Auf einer Europareise verlässt er sie in einem Athener Hotel. Von nun an sieht er ständig Schreckensbilder vor seinem geistigen Auge, wie sie Suizid begeht, für den man ihn, den so smarten, ernsthaften Anwalt, verantwortlich machen könnte.
Zu seiner jüdischen Selbstfindung reist Portnoy schließlich weiter nach Israel, wo er in einem Kibbuz auf die wehrhafte Sozialistin Naomi trifft, die ihm nicht nur verbal, sondern auch in körperlicher Selbstverteidigung überlegen ist. Als er sie zu vergewaltigen versucht, fügt sie ihm seine ultimative Niederlage zu: Er bleibt impotent, eine Strafe, zu der er sich wegen seiner „Verbrechen gegen die Menschlichkeit“ gegenüber Mary Jane verurteilt sieht.

## Deutungsansatz
Im Vorspann zu dem Roman wird Portnoy‘s Complaint, wie oben angesprochen, als eine Krankheit bezeichnet, bei der stark empfundene ethische oder altruistische Impulse in ständigem Widerstreit mit einem extremen sexuellen Verlangen stehen. Der Protagonist, nach dem diese Krankheit ihren Namen erhalten hat, berichtet bzw. „beichtet“ in dem Roman seinem Analytiker Dr. Spielvogel die eigene Vergangenheit. Dabei geht es in diesem Bericht im Wesentlichen um zwei Erlebnisbereiche: zum einen den seiner Krankheit und seiner Kindheit und Jugend im Elternhaus, zum anderen um seine anschließenden Begegnungen mit dem anderen Geschlecht, insbesondere mit seiner Geliebten „The Monkey“.
Der „kvetch“ des Protagonisten, wie er mit dem jiddischen Wort seine wehleidige Klage bezeichnet, ist im Hinblick auf den ersten Erlebnisbereich insbesondere auf die Einengung seiner persönlichen Entwicklung und Lebensfreiheit ausgerichtet, als die er die elterliche Sorge um ihn empfindet. Nach seiner Wahrnehmung sind seine Eltern durch die jahrtausendlange Ghettoexistenz des jüdischen Volkes bestimmt und von der Sorge um die Erhaltung des Stammes in der Hoffnung auf eine bessere Zukunft der Kinder geprägt. Sie unternehmen daher alles nur Erdenkliche, damit ihr Sohn Alexander im richtigen Glauben aufwächst und gesund bleibt, um seine überdurchschnittliche Intelligenz in nützlicher Form einzusetzen und durch Heirat und Zeugung von Kindern den Stamm in Zukunft zu erhalten.
Portnoys Eltern verkörpern dabei Krieger zufolge ein „jüdisches Elternpaar, das an der Grenze zwischen Archetypik und Karikatur steht“. Die Mutter ist demgemäß „von überlebensgroßem Einfluß“, der Vater dagegen, der sich für seine Familie in seinem Beruf aufreibt, schwach und beständig konstipiert; Roth zeichnet laut Krieger ein jüdisches Elternpaar, dass „seine gesamte Existenz als Dienst, als Opfer für den Sohn“ begreift, der es besser haben und es zu etwas bringen soll. Der Preis für diese gleichsam märtyrerhafte Aufopferungsbereitschaft der Eltern Portnoys ist jedoch für den Sohn ein unentrinnbares Netz von Geboten und Verboten und die lebenslange „Hypothek der Verpflichtung zur Dankbarkeit, zur Anerkennung der für ihn gebrachten Opfer“.
In den ersten Jahren seiner Kindheit fügt sich Alexander Portnoy in dieses Familienszenario ohne Widerspruch ein; mit zunehmendem Alter empfindet er die in ihn gesetzten Erwartungen und Hoffnungen jedoch zunehmend als Belastung und Einschränkung. Er unternimmt verschiedene Rebellionsversuche, beispielsweise indem er nach Abschluss seines Studiums und seiner Ausbildung es nicht darauf anlegt, sonderlich viel Geld zu verdienen und sich stattdessen für politische Anständigkeit bzw. Sauberkeit und soziale Gerechtigkeit einsetzt und mit mehreren „shikses“, d. h. nichtjüdischen Mädchen, anbändelt und bereits in einer frühen Phase einer exzessiven sexuellen Selbstbefriedigung frönt.
Portnoy gibt als Erzähler selber keinen genaueren Grund dafür an, warum er sich durch die elterliche Fürsorge in seiner Persönlichkeitsentfaltung gehemmt sieht und spricht auch an keiner Stelle von der Unterdrückung irgendwelcher Fähigkeiten durch seine Eltern. Er glaubt ausschließlich selbst, seine sexuellen Begierden kontrollieren zu müssen, die in ihrer Exzessivität möglicherweise eine Art Kompensation für seine gestörte Persönlichkeitsentwicklung darstellen.
Dennoch lassen sich Krieger zufolge aus den Vermutungen, Selbsterklärungen und Hypothesen, die Portnoy sich selbst und seinem Psychiater anbietet, verschiedene Momente finden, die andeuten, dass Portnoy Opfer seines jüdischen Milieus, seiner Erziehung und seiner eigenen ungezügelten Einbildungskraft geworden ist. Er befindet sich in einem „Dilemma zwischen erzwungener Wohlanständigkeit und um jeden Preis zu verheimlichende[r] Rebellion“; der Widerstand gegen seine Eltern erzeugt ungeheuere Schuldkomplexe in ihm; angesichts der übergroßen Repression, die er empfindet, wird die Selbstbefriedigung für ihn sehr schnell zum Mittel der Selbstbehauptung.
Die repressiven Bedingungen des Elternhauses resultieren dabei zu einem nicht unerheblichen Teil aus den Konstanten des jüdischen Milieus, so dass Portnoy einerseits mit dem Selbstbewusstsein eines Außenseiters aufwächst, andererseits jedoch zugleich durch eine messianische Gewissheit geprägt ist, etwas Besseres zu sein als die Goyim. Vor dem Hintergrund dieser beiden Momente in Portnoys Leben ist es dann nicht verwunderlich, dass der Geschlechtsverkehr mit einer shikse für ihn eine nahezu metaphysische Dimension annimmt. Auch als Erwachsener führt Portnoy eine Art Doppelexistenz, die in dem Roman auch an dem Leitmotiv seiner übermäßigen Einbildungskraft spürbar wird. Schon als Kind und Heranwachsender nimmt Portnoy in seiner Phantasie die möglichen Reaktionen auf sein Verhalten vorweg; diese Form der negativen Wirklichkeitsbewältigung bestimmt ebenfalls sein Leben im Erwachsenenalter. So wird Portnoys Unfähigkeit, eine echte Beziehung zu einem anderen Menschen einzugehen bzw. eine dauernde Bindung zuzulassen, verständlich. Darüber hinaus begleitet Portnoy von Kind an seine Furcht vor Impotenz oder Kastration, die ihm die Möglichkeit der Identitätssicherung verbaut und ihn nach seinen Erfahrungen in Israel dazu drängt, psychotherapeutische Hilfe in Anspruch zu nehmen.
Die starken ethischen und altruistischen Motive in Portnoys Handeln, die sich später beispielsweise in seiner Tätigkeit für eine Kommission in der Stadt New York gegen Diskriminierung äußern, sind allerdings von seinen Eltern in keiner Weise unterdrückt worden. Diese sind vor allem sehr nachdrücklich darauf bedacht, dass er keine Ehe mit einer Nichtjüdin eingeht. Dieser Einfluss seiner Eltern kommt beispielsweise wirksam zum Ausdruck, als Portnoy von einer Freundin, die er am College kennengelernt hat, verlangt, sie solle zum jüdischen Glauben konvertieren, falls sie heiraten wollten.
Diese ihn belastende Einengung ist ihrerseits begründet durch den Wunsch der Eltern, die jüdische Tradition an ihren Sohn weiterzugeben. Portnoy rebelliert einerseits dagegen, ist in seinem praktischen Verhalten jedoch immer wieder von dieser Tradition geprägt. So leidet er an der ambivalenten Haltung gegenüber der Vergangenheit und Tradition seines Volkes, ist aber letztlich nicht in der Lage, sich tatsächlich von ihr zu lösen, obwohl er dies möchte. Er macht sich wiederholt über die Situationen, in die er dadurch gerät, lustig und blickt auf seine Vergangenheit mit einer Ironie, die sich von dem, was er zu ironisieren versucht, distanzieren möchte, es jedoch nicht vermag.
Die Zwiespältigkeit, die Portnoy im Hinblick auf die Traditionsgebundenheit seiner Eltern zeigt, äußert sich gleichermaßen in seinen Obszönitäten, in denen er schwelgt, sich jedoch zugleich dadurch schuldig fühlt. Bei einem Empfang des New Yorker Bürgermeisters fürchtet er beispielsweise, dass „The Monkey“, die er zu diesem Empfang mitgenommen hat, mit dem Bürgermeister in der gleichen obszöne Weise wie mit ihm redet. Roth selber spricht 1989 in The Facts von „the fantastical style of obscene satire that began to challenge virtually every hallowed rule of social propriety in the middle and late sixties“ (deutsch sinngemäß: „der fantastische Stil der obszönen Satire, die begann, praktisch jede geheiligte Regel des sozialen Anstands in den mittleren und späten 60er Jahren herauszufordern“).
Einen Anlass hierzu sah er nicht nur in seiner Wut auf Amerikas Einsatz in Vietnam, sondern ebenso in dem Verhalten seiner ersten Frau, die er mit dem „Äffchen“ zu parodieren versuchte.
Die Erfahrungen mit „The Monkey“ im zweiten Kreis seines Erlebnisberichtes stellen für Portnoy den absoluten Höhepunkt seiner sexuellen Abenteuer dar. Sie ist bereit, all seine sexuellen Wünsche zu erfüllen und scheint auch daran Gefallen zu finden; jedoch genügt ihr die rein sexuelle Beziehung nicht. Sie hofft, in Portnoy den Mann gefunden zu haben, der sie heiraten und mit ihr eine Familie gründen wird. Portnoy ist dazu allerdings nicht bereit; er betrachtet „The Monkey“ ausschließlich als das Objekt seiner sexuellen Begierde und ist nicht in der Lage, sie in ihrer gesamten Persönlichkeit anzuerkennen. Trotz seines ansonsten scheinbar altruistischen Einsatzes für soziale Gerechtigkeit ist Portnoy hier nicht bereit oder fähig, den Mitmenschen in all seinen Eigenschaften als eigenständige Person zu akzeptieren oder die eigene wie auch dessen Persönlichkeitsbildung zuzulassen.
Portnoy ist nicht nur sozial isoliert, es fehlt ihm auch an der inneren Stärke oder Kraft, sich in Auseinandersetzungen mit anderen Persönlichkeiten weiterzuentwickeln. Dementsprechend bezeichnet ihn auch Naomi, die Soldatin aus dem Kibbuz, bei seinem Besuch in Israel als korrupten, heuchlerischen, ekelhaften, selbsthassenden Juden („disgusting self-hating Jew“), der einfach nur ein „Schwein“ („Pig“) sei.
Nachdem Portnoy seinen Eltern und dem assimilierten Judentum aus Amerika entflohen ist, steht ihm am Ende seiner Abenteuer mit dem weiblich israelischen Offizier Naomi, der jungen Frau aus dem Kibbuz, sowie dem Leben im Kibbuz ein anderes Leben gegenüber, das Naomi ihrerseits als ein Leben des aus dem Ghetto befreiten jüdischen Volkes betrachtet, in dem jeder den anderen respektiert und für ihn einsteht.
Portnoy indes beschreibt dies seinerseits wiederum als ein ironisch zu verstehendes Ideal, das keine reale Grundlage hat und von ihm nur als Fassade verstanden werden kann. Aus seiner Sicht ist Israel ebenso nur ein „Exil“; er muss sich jedoch eingestehen, dass seine bisherige Lebensweise ihn einzig zur Selbstzerstörung geführt hat. Die Reaktion Dr. Spielvogels auf dieses Eingeständnis Portnoys am Ende des Romans – die einzigen Worte, die er als Therapeut in dem gesamten Roman spricht – lautet: „So [said the doctor]. Now vee may perhaps to begin. Yes?“ (deutsch sinngemäß: „So [sagte der Arzt]. Nun können wir vielleicht anfangen. Ja?“)
Link deutet dies in seiner Interpretation so, dass die Therapie Portnoys jetzt ihren Anfang nehmen könne, und in einem weiteren Sinne, dass Portnoy nun – nachdem er sich seiner Vergangenheit bewusst geworden sei – zu einem wirklichen Leben finden könne. Ob dies gelingen könne, sei allerdings fraglich, da Portnoy immer noch von seiner Vergangenheit besessen sei und er diese Obsession, obwohl er sie als abscheulich erkannt habe, dennoch weiterhin genüsslich pflege.
Die Situation Portnoys wird in verschiedenen literaturwissenschaftlichen Darstellungen und Kritiken immer wieder als typisch jüdisch beschrieben. Das jüdische Milieu verleiht dabei Portnoys Bericht vermutlich eine noch stärkere Authentizität als beispielsweise bei Bellows, Malamud oder Mailer. Allerdings kann Portnoys Problem, wie Link in seiner Deutung des Romans ausführt, weit über die Grenzen des Jüdischen hinaus als gültig angesehen werden.

## Form und Sprache
Portnoy’s Complaint wird in Form eines langen Monologs erzählt, den Alexander Portnoy an seinen Psychotherapeuten Dr. Spielvogel richtet. Der Roman ist in sechs Kapitel unterteilt. Die ersten beiden Kapitel The Most Unforgettable Character I’ve Ever Met („Der unvergesslichste Mensch, den ich kenne“) und Whacking Off („Wichsen“) handeln von Portnoys Kindheits- und Jugenderinnerungen samt Entdeckung der Masturbation als eine Form von Ausbruch aus der familiären Enge. The Jewis Blue („Judenblues“) führt den Generationenkonflikt und die Spannungen zwischen Alexander und seiner überwiegend jüdischen Umgebung weiter. Das mit Abstand längste Kapitel Cunt Crazy („Verrückt nach Mösen“) fokussiert sich auf die sexuellen Erlebnisse des Heranwachsenden. The Most Prevalent Form of Degradation in Erotic Life („Die allgemeinste Erniedrigung des Liebeslebens“), benannt nach dem Titel einer Abhandlung von Sigmund Freud, beschreibt die sexuellen Affären des erwachsenen Portnoys mit verschiedenen Frauen, während In Exile („Im Exil“) der abschließenden Israelreise gewidmet ist. Erst im letzten Satz, unter der Überschrift Punch Line („Pointe“), kommt eine andere Stimme als jene Portnoys ins Spiel, als Dr. Spielvogel seinen Patienten auffordert „Now vee may perhaps to begin. Yes?“ („Vielleicht wir jetzt können beginnen. Ja?“), womit der ganze Monolog als Teil oder Vorspiel einer Psychoanalyse eingeordnet wird.

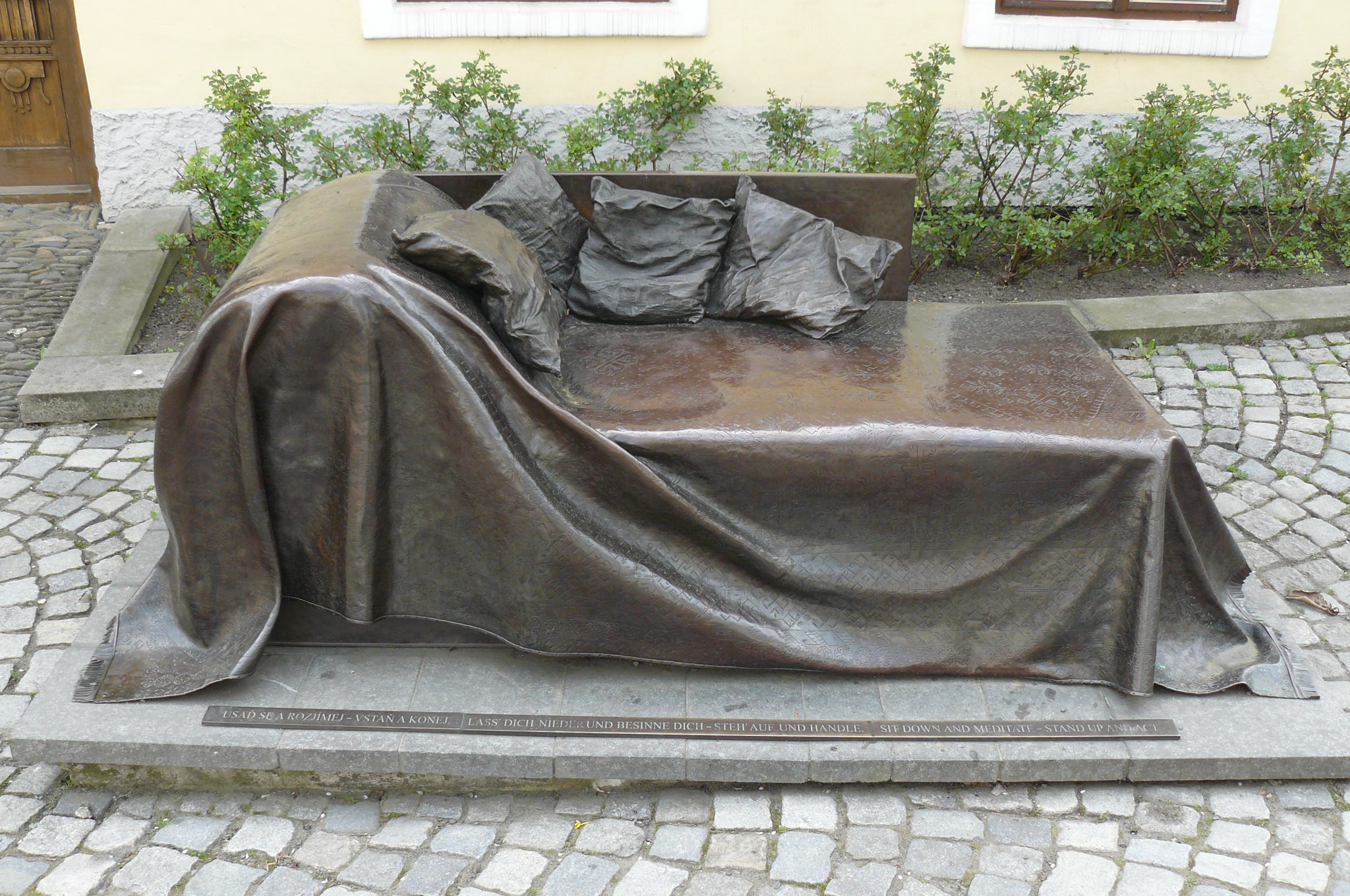
Nachbildung von Sigmund Freuds Couch in Příbor

Die Form des psychoanalytischen Monologs verleiht dem Roman eine Rechtfertigung für die inhaltlichen Selbstentblößungen und Schuldzuweisungen, für den Schwerpunkt auf der Sexualität sowie für den oft vulgären sprachlichen Ausdruck, die Übertreibungen, starken Vereinfachungen, Wiederholungen und Abschweifungen, die typisch für Portnoys Persönlichkeit sind, aber in keiner anderen Erzählform angemessen wären. Er sorgt auch für das immanente Publikum, an das sich Portnoy mit seinem dramatischen Monolog wendet, vor dem er gleichzeitig Analysand und Schauspieler, Figur und Autor seiner eigenen Tragikomödie wird. Der Leser bekommt den ganzen Roman ausschließlich durch Portnoys teils pathologische Sichtweise präsentiert und wird dadurch angeleitet, die Grenze zwischen Realität und Interpretation zu hinterfragen, nicht nur in Portnoys, sondern auch in seinem eigenen Leben. Der Stil des Romans und seine zum Teil obszöne Sprache sind laut Bernard F. Rogers, Jr. die formale Entsprechung von Portnoys Suche nach Freiheit und seiner Rebellion gegen kulturelle Zwänge.
Franz Link hingegen deutet das ausgeprägte „Vokabular von Obszönitäten“ in Portnoy’s Complaint, das seines Erachtens alle „pornographischen Beschreibungen sexueller Perversitäten“ überbiete, als Roths Versuch, die Pornografie zu parodieren. Gottfried Krieger kommt in seiner Analyse des Romans zu dem Schluss, dass der Text durchaus Merkmale der pornografischen Literatur aufweise, wie beispielsweise „Portnoys beständiger Partnertausch, seine schnell erreichte Reizschwelle und die daraus resultierende Sucht nach Variationen und Steigerungen“ und ähnliches mehr. Unter Berücksichtigung der Thesen z. B. von Susan Sontag zu den Merkmalen der pornografischen Literatur sieht Krieger jedoch die angeblich so hervorstechenden pornografischen Elemente in Roths Roman einzig als „Versatzstücke in einem außerordentlich komplexen Gesamtbild“. Eine ganz allgemein gegen die pornografischen Momente gerichtete Kritik verdecke laut Krieger nur die zentrale Bedeutung der Masturbation in Portnoy’s Complaint, die präzise den Prozess beschreibe, der dazu führe, dass Alexander Portnoy sich in psychiatrische Behandlung begeben müsse.
In mehrfacher Hinsicht beweist Portnoy’s Complaint für David Brauner seine formale Modernität: Statt einer positiven Identifikationsfigur erzählt ein egozentrischer, dramatisierender, misanthroper, wenn nicht sogar misogyner, in jedem Falle triebhafter Neurotiker. Statt eines linearen, chronologischen Handlungsablaufs werden scheinbar zufällige, rein assoziative Bewusstseinssplitter präsentiert. Statt einem Dialog verschiedener Sichtweisen herrscht Monolog einer einzigen Stimme, statt Entwicklung Stillstand. Roth knüpft jedoch an zahlreiche literarischen Traditionen an: an den Bewusstseinsstrom der Ich-Erzähler von James Joyce oder Virginia Woolf, an den besonderen Fokus auf die Körperlichkeit von Joyce oder D. H. Lawrence, mit seinem Thema der Schuld und Scham an den morbiden Masochismus Franz Kafkas, mit seinem Helden an die komisch-neurotischen Figuren bei Italo Svevo und Gogol. Auch der Bezug auf Freud und die Psychoanalyse hat eine starke Tradition in der jüdisch-amerikanischen Literatur, angefangen von Henry Roths Call it Sleep bis zu Saul Bellows Herzog.
Darüber hinaus problematisiert Roth in seinem Roman mit der Darstellungsform des Geschehens als einer in den Rahmen psychotherapeutischer Sitzungen eingebetteter „Beichte“ sowohl seine eigene Funktion als Schriftsteller wie auch die des jüdischen Erzählers, was jedoch dazu führte, dass er in den anschließenden Diskussionen über Portnoy’s Complaint beschuldigt wurde, mit seiner kritischen Darbietung des jüdischen Erbes seinem eigenen Herkunftsvolk zu schaden.

## Entstehungsgeschichte

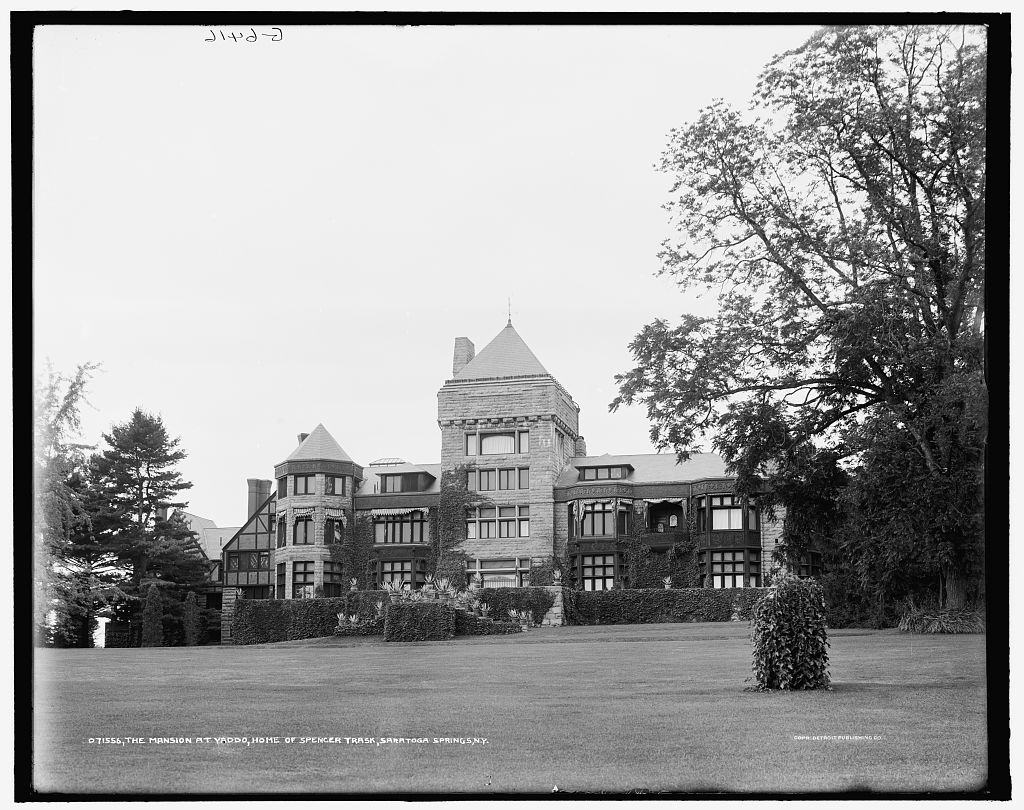
Künstlerkolonie Yaddo (1900–1910)

Nach dem frühen Erfolg von Roths 1959 erschienenem Erzählband Goodbye Columbus währte die Zeitspanne zwischen dem ersten Roman Letting Go (deutsch: Anderer Leute Sorgen, 1962) und seinem Nachfolger When She Was Good (deutsch: Lucy Nelson oder Die Moral, 1967) ungewöhnlich lang für den Schriftsteller. In diesem Zeitraum entstand jedoch nicht bloß Roths romanhafter Versuch, die Beziehung zu seiner ersten Frau Margaret, von der er sich 1963 getrennt hatte, die sich aber einer Scheidung widersetzte, zu exorzieren, sondern Roth arbeitete parallel an einigen anderen Werken in unterschiedlichen Formaten über seinen eigenen biografischen Hintergrund, die zu Bausteinen von Portnoy’s Complaint wurden.
Einige Monate nach Letting Go entstand ein humorvoller Prosatext The Jewboy, der laut Roth „das Heranwachsen in Newark als eine Art Folklore schilderte“. 1964 wurde ein weniger versöhnlich gehaltenes Drama The Nice Jewish Boy als Lesung im American Place Theatre aufgeführt, wobei der junge Dustin Hoffman die Hauptrolle sprach, ehe Roth das Projekt aufgab. Unmittelbar nach Abschluss des Manuskripts von When She Was Good Mitte 1966 begann Roth einen Monolog, den er als „blasphemisch, fies, bizarr, skatologisch, geschmacklos, energisch“ bezeichnete, der unvollendet blieb, aber bereits einen längeren Exkus über die adoleszente Masturbation enthielt. Im gleichen Zeitraum entstand der autobiografische Text Portrait of the Artist, in dem erstmals eine Familie namens Portnoy auftrat. Aus den Überresten des Entwurfs entstand die Erzählung A Jewish Patient Begins His Analysis, in deren Mittelpunkt Roth erstmals Alexander, den Sohn der Portnoys, stellte und die jenen psychoanalytischen Monolog einführte, der später Portnoy’s Complaint bestimmte.
Philip Roth selbst befand sich seit August 1962 in der Behandlung des Psychiaters Hans Kleinschmidt, der die Fallgeschichte 1967 unter dem Titel The Angry Act: The Role of Aggression in Creativity anonymisiert in der Fachzeitschrift American Imago veröffentlichte und dem Schriftsteller „Kastrationsängste gegenüber einer phallischen Mutterfigur“ bescheinigte. Im gleichen Jahr wurde When She Was Good von der Kritik überwiegend gelangweilt aufgenommen. Erste Auszüge des noch namenlosen neuen Werkes erregten jedoch eine große öffentliche Aufmerksamkeit. Im April 1967 erschien A Jewish Patient Begins His Analysis in Esquire, im August Whacking Off in Partisan Review, im Folgemonat The Jewish Blues in der New American Review, wo im April 1968 Civilization and its Discontents (benannt nach dem englischen Titel von Freuds Abhandlung Das Unbehagen in der Kultur) als letzter Vorabdruck eines Romanes erschien, der längst vor seinem Erscheinen Kultstatus erreicht hatte und dessen Auszüge auf Dinnerpartys kursierten.
Zwei Ereignisse in den Jahren 1967 und 1968 hatten prägenden Einfluss auf die Fertigstellung von Portnoy’s Complaint: Die schweren Komplikationen einer Blinddarmentzündung setzten Roth 1967 für mehrere Monate außer Gefecht und verhinderten weitere Arbeiten am Roman. Im Folgejahr starb seine getrennt lebende Ehefrau Margaret bei einem Verkehrsunfall im Central Park, ein Ereignis, das Roth lange mit Schuldgefühlen belastete, im Jahr 1968 für den Schriftsteller aber vor allem auch eine Befreiung bedeutete. Im Anschluss an die Beerdigung zog sich Roth in die Künstlerkolonie Yaddo in Saratoga Springs zurück, wo er konzentriert zwölf bis vierzehn Stunden am Tag arbeitete, bis der Roman abgeschlossen war. In seiner Autobiografie The Facts beschrieb er bei seiner Rückkehr nach Manhattan ein „Gefühl des Triumphes und der Unzerstörbarkeit“.

## Rezeption
Angeheizt durch die Vorabveröffentlichungen herrschte eine enorme Erwartungshaltung bei der Publikation des Romans im Februar 1969. Albert Goldman kündigte in Life ein „major event“ (Großereignis) an, wie es eine Buchveröffentlichung nur selten sei. Portnoy’s Complaint wurde als Buch seiner Dekade und ein amerikanisches Meisterwerk im Stile Huckleberry Finns gehandelt. Geoffrey Wolff sprach in der Washington Post vom wichtigsten Buch seiner Generation. Bereits vor dem Verkaufsstart hatten Vorschüsse auf Film-, Taschenbuch- und Buchclubrechte beinahe 1 Million Dollar eingebracht. Die Startauflage von 150.000 steigerte sich im ersten Jahr auf 420.000 verkaufte Exemplare. Der Autor, der sich vor dem öffentlichen Trubel abermals nach Yaddo zurückgezogen hatte, wurde in den Massenmedien allgemein mit seiner Hauptfigur identifiziert, man sagte ihm eine Affäre mit Barbra Streisand nach, und Jacqueline Susanns Bemerkung machte die Runde, sie würde Roth in eine Talkshow einladen, aber ihm nicht die Hand schütteln.
Die kritischen Reaktionen waren gespalten, aber niemals lauwarm. Laut Alan Cooper schien jeder das Buch zu kaufen, darüber zu lachen, aber sich hinterher zu fragen, ob sein Lachen angemessen sei. Immer wieder kam der Vorwurf auf, Portnoy’s Complaint sei literarisch nicht ernsthaft genug. Brendan Gill verglich Roth im New Yorker als Autor eines der „schmutzigsten“ und gleichzeitig „lustigsten“ Bücher mit „großen Pornographen“ wie Rabelais, Shakespeare, Joyce und Céline. Anatole Broyard nannte den Roman in The New Republic den „Moby Dick der Masturbation“ und „Catch-22 der Sexualität“. Er kritisierte jedoch die Figuren als Karikaturen, die „ebenso grob vereinfacht wie ein Comicstrip“ seien. Christopher Lehmann-Haupt rezensierte in der New York Times ein „technisches Meisterwerk“, Diana Trilling in Harper’s Magazine eine „effekthascherisch[e]“ „Farce mit einer These“. Alfred Kazin beklagte in der New York Review of Books, dass Roth nur über „Juden als Hysteriker“ schreiben könne. Das Buch sei „sehr lustig, schmutzig, beeindruckend clever, aber nicht leicht zu mögen“.
Die schärfste Kritik an dem Roman kam jedoch von jüdischer Seite, wo Roth Illoyalität, Selbsthass und Antisemitismus vorgeworfen wurden.  Marie Syrkin ging in ihrer Besprechung im zionistischen Magazin Midstream so weit, den Vergleich zu Julius Streicher und Joseph Goebbels zu ziehen, als sie anprangerte: „Unter dem Cartoon des jüdischen Witzes lauert das anti-jüdische Stereotyp“. Gershom Scholem fürchtete in Haaretz den Preis, den die jüdische Gemeinschaft für ein „Buch, für das alle Antisemiten gebetet haben“, zu zahlen habe. Ein junger Jude habe eine Vorlage für künftige Verleumdungen der Degeneration und Verderbtheit von Juden insbesondere auf dem Gebiet der Sexualität geliefert, auf die Judenfeinde seit langem gewartet hätten. Nur wenige Stimmen aus dem orthodoxen Judentum waren positiv, so etwa Eugene Borowitz in Dimensions, der in Portnoy’s Complaint „eines der großen moralischen Dokumente und jüdischen Bücher unserer Zeit“ erkannte. Für Trude Weiss-Rosmarin in The Jewish Spectator sprach Roth nur „für ein gewisses Segment von entfremdeten, gegenüber dem Judentum ignoranten Juden“. Auch Marcel Reich-Ranicki kritisierte 1970 zur deutschen Erstausgabe: „Nicht nur die unverbesserlichen Antisemiten, sondern vor allem jene unzähligen Leser, denen die Juden bloß auf die Nerven gehen, sehen in der Geschichte Portnoys die Rechtfertigung vieler ihrer Vorurteile.“ Alle anderen könnten sich wenigstens „an dem reichlichen Angebot an Ferkeleien ergötzen“.
Zu einem der nachhaltigsten Angriffe auf Roth kam es erst im Dezember 1972 im Magazin Commentary, wo der einflussreiche Kritiker Irving Howe, der die frühen Werke des Schriftstellers positiv besprochen hatte, Portnoy’s Complaint und die folgenden Veröffentlichungen zum Anlass nahm, seine Einstellung zu Roth in seinem Essay Philip Roth Reconsidered zu revidieren. Howe beschränkte sich nicht auf Kritik am Werk – er erklärte etwa Portnoy’s Complaint zu einer zwar komischen, aber billigen Nachtclub-Nummer, vor deren wiederholter Lektüre er eine eindringliche Warnung aussprach –, sondern er griff Roth persönlich an, dem er „undiagnostizierte Depression“ unterstellte. Er sei ein „außerordentlich freudloser Schriftsteller, selbst wenn er sehr komisch sei“, und seine Romane zeigten „rachsüchtige Trostlosigkeit“. Howes Kritik war laut Joseph Epstein ein derartiger Tiefschlag für Roth, dass er sich im folgenden Jahrzehnt im „geistigen Äquivalent der Intensivpflege“ befunden habe. In jedem Fall bereitete die Attacke des Kritikers dem intellektuellen Establishment den Weg, Roths Werk in derselben Form herabzuwürdigen, wie dies bislang vor allem von Seiten der Moralisten geschehen war.
Roth reagierte auf die Kritik erst zwei Jahre später im Essay Imagining Jews in der New York Review of Books, wo er Howe nur am Rande ansprach, sich jedoch allgemein gegen voreingenommene und modeorientierte Kritiker wandte und explizit Marie Syrkin und Christopher Lehmann-Haupt angriff. In einem nicht abgeschickten Brief an Diana Trilling, den er 1975 in Reading Myself and Others veröffentlichte, lästerte Roth, dass seine Lebensansichten, „in Parodie, Burleske, Slapstick, Spott, Beleidigung, Beschimpfung, Schmähung, Witzelei, Unsinn, in Leichtsinn und Spiel, also in den Methoden und Verfahren der Komödie eingebettet“, gewissen Lesern weitaus verborgener blieben als diese ahnten. Laut Alan Cooper gelang es Roth so immerhin, in der Debatte das letzte Wort zu behalten. Tatsächlich schuf er im Jahrzehnt nach Howes Kritik, in dem er angeblich in Agonie am Boden lag, einige der zentralen Werke seines Œuevres wie Mein Leben als Mann oder die Zuckerman-Trilogie.
Portnoy’s Complaint entwickelte sich zum Longseller und verkaufte sich bis zum Jahr 2013 in 6 Millionen Exemplaren. Es blieb das bekannteste Buch Philip Roths, jenes, mit dem er in der Öffentlichkeit identifiziert wird und das den meisten Menschen zumindest vom Hörensagen bekannt ist. Für Ross Posnock ist Portnoy’s Complaint neben The Human Stain Roths kanonischstes Werk. Der Autor selbst sah seine literarische Karriere bis zum Ende durch jenes eine Werk überschattet, das seine Reputation sowohl als Schriftsteller als auch als Mann im Negativen wie im Positiven bestimmt habe. Im Jahr 1997 titelte der New Yorker über den inzwischen zum Klassiker avancierten Roman: „Portnoy is forever“ („Portnoy ist für die Ewigkeit“). Zum 40. Geburtstag wurde Portnoy’s Complaint 2009 auf dem Cheltenham Literature Festival mit einem inoffiziellen retrospektiven Booker Prize für den besten Roman des Jahres 1969 ausgezeichnet. 2014 witzelte Roth in einem Interview mit dem Svenska Dagbladet über sein Dasein als ewiger Nobelpreisaspirant, dass die Schwedische Akademie ihn vielleicht berücksichtigt hätte, wenn er nur Portnoy's Complaint unter dem Titel The Orgasm Under Rapacious Capitalism („Der Orgasmus im Raubtierkapitalismus“) veröffentlicht hätte.
Im Jahr 1972 verfilmte Ernest Lehman den Roman. In den Hauptrollen waren Richard Benjamin als Alexander Portnoy und Karen Black als „Äffchen“ zu sehen. Weitere Rollen spielten Jill Clayburgh, Lee Grant, Jeannie Berlin und Kevin Conway. Roger Ebert bezeichnete den Film in der Chicago Sun-Times als „ein wahres Fiasko“. Er habe „kein Herz und augenscheinlich wenig Mitgefühl mit seinen jüdischen Figuren“. Das Lexikon des internationalen Films urteilte: „Handwerklich solide gemacht, aber weder als Satire noch als psychoanalytische Studie gelungen.“

## Deutsche Übersetzung
Portnoy’s Complaint wurde zweimal aus dem Amerikanischen ins Deutsche übertragen. 1970 übersetzte Kai Molvig für den Rowohlt Verlag. Nachdem die Rechte an Roths Werk zum Carl Hanser Verlag übergegangen waren, ließ dieser den Roman von Werner Schmitz erneut übersetzen. Werner von Koppenfels stellt in seinem Vergleich der beiden Übersetzungen fest, dass Schmitz’ Übersetzung genauer und zuweilen stilistisch besser sei, dass Molvig hingegen den „frechen kolloquialen Ton“ und die Wortspiele besser treffe. Er kritisiert den Austausch von Peter Gans Übertragung von William Butler Yeats’ Sonett Leda and the swan durch die „ungelenke, unmetrische Version“ von Erich Kahler. Und Schmitz’ Übertragung von „she puts the id back in Yid, I put the oy back in goy“ als „Sie gibt dem Juden sein Es zurück, ich gebe dem Goj sein Leid zurück“ gehe gar nicht.
Für Thomas Hummitzsch erreicht Portnoy durch die „moderne Fassung“ Schmitz’ mit „mehr Mut zum Direkten“ im Vergleich zu einer „nicht mehr zeitgemäßen, fast schüchternen Übersetzung“ von Molvig eine höhere Authentizität. Burkhard Müller hält fest, „dass beide Übersetzer gute und verlässliche, aber mit Notwendigkeit je unvollkommene Arbeit geleistet haben, und dass nicht etwa Schmitz Molvig schlechterdings ablöst, sondern ihn zu ergänzen vermag.“ Schmitz attestiert er „vielleicht insgesamt ein feineres rhythmisches Ohr“, doch der Leser solle sich freuen, gleich zwei Übersetzungen, „zeitlich leicht versetzt, zur kritischen Auswahl zu haben“.

## Ausgaben
- Philip Roth: Portnoy’s Complaint. Random House, New York 1969.
- Philip Roth: Portnoys Beschwerden. Übersetzt von Kai Molvig. Rowohlt, Reinbek 1970, ISBN 3-498-05667-0.
- Philip Roth: Portnoys Beschwerden. Übersetzt von Werner Schmitz. Hanser, München 2009, ISBN 978-3-446-23401-7.
- Philip Roth: Portnoys Beschwerden. Übersetzt von Werner Schmitz. Rowohlt Taschenbuch, Reinbek 2011, ISBN 978-3-499-25565-6.

## Sekundärliteratur
- Bernard Avishai: Promiscuous: Portnoy's Complaint and our Doomed Pursuit of Happiness. Yale University Press, New Haven CN 2012, ISBN 978-0-300-15190-9.
- Bruno Bettelheim: Portnoy Psychoanalyzed. In: Midstream: A Monthly Jewish Review 15:6, 1969, S. 3–10.
- Harold Bloom (Hrsg.): Portnoy’s Complaint: Modern Critical Interpretations. Chelsea House, New York 2004, ISBN 0-7910-7582-6.
- David Brauner: Masturbation and Its Discontents, or, Serious Relief: Freudian Comedy in Portnoy’s Complaint. In: Critical Review 40, 2000, S. 75–90.
- David Brauner: „Getting in Your Retaliation First“: Narrative Strategies in Portnoy’s Complaint. In: Derek Parker Royal (Hrsg.): Philip Roth: New Perspectives on an American Author. Praeger, Westport, Mass. 2005, ISBN 0-275-98363-3, S. 43–57.
- Eileen Z. Cohen: Alex in Wonderland, or Portnoy’s Complaint. In: Twentieth-Century Literature 17, 1971, S. 161–68.
- Dan Colson: Impotence and the Futility of Liberation in Portnoy’s Complaint. In: Philip Roth Studies 3, 2007, S. 131–43.
- Dean Franco: Portnoy’s Complaint: It’s about Race, Not Sex (Even the Sex Is about Race). In: Prooftexts 21, 2009, S. 86–115.
- Claudia Görg: Portnoy, the American Jew in Israel. In: International Fiction Review 23, 1996, S. 59–66.
- Sheldon Grebstein: The Comic Anatomy of Portnoy’s Complaint. In: Sarah Blacher Cohen (Hrsg.): Comic Relief: Humor in Contemporary American Literature. University of Illinois Press, Urbana 1978, S. 152–71.
- Barry Gross: Seduction of the Innocent: Portnoy’s Complaint and Popular Culture. In: MELUS 8:4, 1981, S. 81–92.
- Barry Gross: Sophie Portnoy and „The Opossum’s Death“: American Sexism and Jewish Anti-Gentilism. In: Studies in American Jewish Literature 3, 1983, S. 166–78.
- Josh Kavaloski: Humor and the Representation of Jewish Culture in Philip Roth’s Portnoy’s Complaint and in Jurek Becker’s Jacob the Liar. In: David Metzger und Peter Schulman (Hrsg.): Chasing Esther: Jewish Expressions of Cultural Difference. Kol Katan Press, Santa Monica 2005, S. 32–48.
- Bernice W. Kliman: Names in Portnoy’s Complaint. In: Critique 14:3, 1973, S. 16–24.
- Soo-Hyun Lee: Jewish Self-Consciousness in Portnoy’s Complaint. In: Journal of English Language and Literature 29, 1983, S. 83–114.
- Richard Locke: Philip Roth's Performing Loudmouth: Alexander Portnoy. In: Richard Locke: Critical Children: The Use of Childhood in Ten Great Novels. Columbia University Press, New York 2011, ISBN 978-0-231-15783-4, S. 173–86.
- Pierre Michel: Portnoy’s Complaint and Philip Roth’s Complexities. In: Dutch Quarterly Review of Anglo-American Letters 4, 1974, S. 1–10.
- Helge Norman Nilsen: Rebellion Against Jewishness: Portnoy’s Complaint. In: English Studies 65, 1984, S. 495–503.
- Werner Reinhart: Essensmotivik in Portnoy's Complaint und American Pastoral: Orale Identität und poetologisches Programm im Werk von Philip Roth. In: Christa Grewe-Volpp und Werner Reinhart (Hrsg.): Erlesenes Essen. Literatur- und kulturwissenschaftliche Beiträge zu Hunger, Sattheit und Genuss. Gunter Narr Verlag, Tübingen 2003, ISBN 3-8233-5655-0, S. 148–171.
- Paul Strong: Firing into the Dark: Sexual Warfare in Portnoy’s Complaint. In: International Fiction Review 10, 1983, S. 41–43.
- Mark E. Workman: The Serious Consequences of Ethnic Humor in Portnoy’s Complaint. In: Midwest Folklore 13:7, 1987, S. 16–26.
- Martin Christadler (Hrsg.): Amerikanische Literatur der Gegenwart in Einzeldarstellungen (= Kröners Taschenausgabe. Band 412). Kröner, Stuttgart 1973, ISBN 3-520-41201-2.